# Синирлиоглу, Феридун
Фериду́н Хади́ Синирлиоглу́ (тур. Feridun Sinirlioğlu; род. 30 января 1956, Гёреле) — турецкий дипломат и государственный деятель. Генеральный секретарь ОБСЕ с 6 декабря 2024 года.

## Биография
Родился 30 января 1956 года в Гёреле. Окончил факультет политологии Анкарского университета. Получил степень магистра в Босфорском университете, затем окончил докторат там же. Владеет английским и немецким языками.

### Карьера
В 1985 году Синирлиоглу стал вторым секретарём турецкого посольства в Гааге (Нидерланды), затем получил должность главного секретаря. В 1988 году Феридун Синирлиоглу стал главным секретарём турецкого посольства в Бейруте (Ливан), в 1990 году — в Греции. В 1992 году Синирлиоглу получил должность заместителя Постоянного представителя Турции в ООН. В 2002—2007 годах он занимал должность посла Турции в Израиле.
В 1992 году Синирлиоглу получил должность советника премьер-министра Сулеймана Демиреля. В период между 2 сентября 1996 года по 15 сентября 2000 года Феридун Синирлиоглу занимал должность главного советника президента Турции. С 21 августа 2009 года по 21 августа 2015 года являлся заместителем министра иностранных дел.
В августе 2015 года Синирлиоглу получил должность министра иностранных дел, которую занимал до ноября 2015 года. Затем вернулся на должность заместителя министра иностранных дел. С 16 октября 2016 года занимал должность постоянного представителя Турции при ООН.
6 декабря 2024 года был избран Генеральным секретарём ОБСЕ голосованием всех 57 стран по итогам 31-го заседания Совета министров ОБСЕ, состоявшегося на Мальте.